# Mysidetes hanseni
Mysidetes hanseni är en kräftdjursart som beskrevs av John Todd Zimmer 1914. Mysidetes hanseni ingår i släktet Mysidetes och familjen Mysidae. Inga underarter finns listade i Catalogue of Life.